# Чемпіонат світу з футболу 2026 (кваліфікаційний раунд, УЄФА, група B)
Група B кваліфікації УЄФА Чемпіонату світу з футболу 2026 — одна з 12 груп УЄФА у  кваліфікації чемпіонату світу для визначення команд, які пройдуть до чемпіонату світу 2026. Група B складається з 4 команд: Швейцарії, Швеції, Словенії і Косова. Команди зіграють одна з одною вдома та на виїзді за круговою системою.
Матчі відбудуться з 5 вересня по 18 листопада 2025 року.
Переможець групи потрапить напряму до чемпіонату світу, а 2-е місце пройде до другого раунду (плей-оф).

## Турнірна таблиця
| Поз | Команда   | І | В | Н | П | ГЗ | ГП | РГ | О | Кваліфікація                         |        | Швейцарія | Швеція | Словенія | Республіка Косово |
| --- | --------- | - | - | - | - | -- | -- | -- | - | ------------------------------------ | ------ | --------- | ------ | -------- | ----------------- |
| 1   | Швейцарія | 0 | 0 | 0 | 0 | 0  | 0  | 0  | 0 | Кваліфікація на чемпіонат світу 2026 |        | —         | 15 лис | 8 вер    | 5 вер             |
| 2   | Швеція    | 0 | 0 | 0 | 0 | 0  | 0  | 0  | 0 | Вихід до плей-оф                     |        | 10 жов    | —      | 18 лис   | 13 жов            |
| 3   | Словенія  | 0 | 0 | 0 | 0 | 0  | 0  | 0  | 0 |                                      |        | 13 жов    | 5 вер  | —        | 15 лис            |
| 4   | Косово    | 0 | 0 | 0 | 0 | 0  | 0  | 0  | 0 |                                      | 18 лис | 8 вер     | 10 жов | —        |                   |

## Матчі
| 5 вересня 2025 20:45 |

| Словенія | —                               | Швеція |
| -------- | ------------------------------- | ------ |
|          | Протокол (FIFA) Протокол (UEFA) |        |

|  |

| 5 вересня 2025 20:45 |

| Швейцарія | —                               | Косово |
| --------- | ------------------------------- | ------ |
|           | Протокол (FIFA) Протокол (UEFA) |        |

|  |

| 8 вересня 2025 20:45 |

| Косово | —                               | Швеція |
| ------ | ------------------------------- | ------ |
|        | Протокол (FIFA) Протокол (UEFA) |        |

|  |

| 8 вересня 2025 20:45 |

| Швейцарія | —                               | Словенія |
| --------- | ------------------------------- | -------- |
|           | Протокол (FIFA) Протокол (UEFA) |          |

|  |

| 10 жовтня 2025 20:45 |

| Косово | —                               | Словенія |
| ------ | ------------------------------- | -------- |
|        | Протокол (FIFA) Протокол (UEFA) |          |

|  |

| 10 жовтня 2025 20:45 |

| Швеція | —                               | Швейцарія |
| ------ | ------------------------------- | --------- |
|        | Протокол (FIFA) Протокол (UEFA) |           |

|  |

| 13 жовтня 2025 20:45 |

| Словенія | —                               | Швейцарія |
| -------- | ------------------------------- | --------- |
|          | Протокол (FIFA) Протокол (UEFA) |           |

|  |

| 13 жовтня 2025 20:45 |

| Швеція | —                               | Косово |
| ------ | ------------------------------- | ------ |
|        | Протокол (FIFA) Протокол (UEFA) |        |

|  |

| 15 листопада 2025 20:45 |

| Словенія | —                               | Косово |
| -------- | ------------------------------- | ------ |
|          | Протокол (FIFA) Протокол (UEFA) |        |

|  |

| 15 листопада 2025 20:45 |

| Швейцарія | —                               | Швеція |
| --------- | ------------------------------- | ------ |
|           | Протокол (FIFA) Протокол (UEFA) |        |

|  |

| 18 листопада 2025 20:45 |

| Косово | —                               | Швейцарія |
| ------ | ------------------------------- | --------- |
|        | Протокол (FIFA) Протокол (UEFA) |           |

|  |

| 18 листопада 2025 20:45 |

| Швеція | —                               | Словенія |
| ------ | ------------------------------- | -------- |
|        | Протокол (FIFA) Протокол (UEFA) |          |

|  |